# Gabriel Lalemant
Pour les articles homonymes, voir Lalemant.

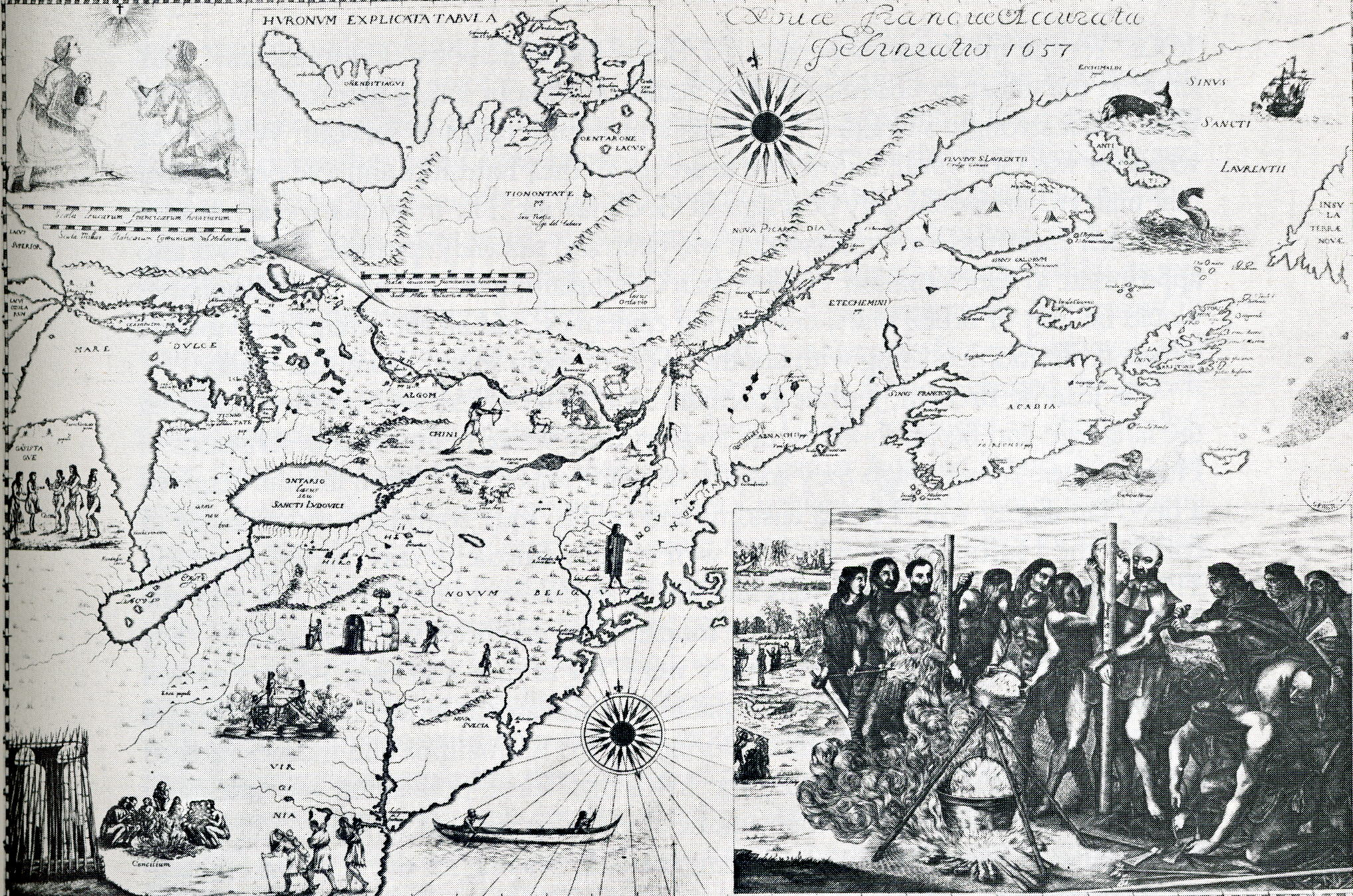
Carte de Nouvelle France des Jésuites de 1657, avec la représentation de la mise à mort de Jean de Brébeuf et de Gabriel Lalemant par les Iroquois.

Gabriel Lalemant (né le 3 octobre 1610 à Paris, mort supplicié le 17 mars 1649 au Canada) est un missionnaire jésuite français et l'un des huit martyrs canadiens. Il a été canonisé par le pape Pie XI en 1930. Il est fêté le 17 mars.

## Biographie
Né à Paris, saint Gabriel Lallemant (parfois écrit Lalemant) 1610-1649 était un missionnaire jésuite, il fait partie des martyrs du Canada, et est un des saints patrons du Canada.
En 1630, il rejoignit la Compagnie des Jésuites. Vers 1631-1632, au collège des Jésuites de La Flèche, il servit de mentor et superviseur auprès du jeune François de Laval (né François de Montigny), le futur pionnier de l'Église catholique au Canada et premier évêque de Québec (et de l'Amérique du Nord). En 1632, il fit le vœu de se consacrer à la mission en terre étrangère. Toutefois, il resta 14 ans en France avant de partir pour le Canada. Il enseigna au collège de Moulins de 1632 à 1635. Ensuite, il étudia la théologie à Bourges de 1635 à 1639, tout en enseignant dans différentes écoles, avant d'arriver à Québec en 1646.
On sait peu de choses sur son séjour à Québec. En septembre 1648, il fut envoyé à Wendake comme missionnaire et assistant du père Jean de Brébeuf. Six mois après leur arrivée, ils furent capturés par les Iroquois, conduits à Saint-Ignace, affreusement torturés puis brûlés vifs, Jean de Brébeuf le 16 mars 1649 et Gabriel Lalemant le 17 mars 1649.

## Reconnaissance posthume
Gabrel Lalemant a été canonisé par le pape Pie XI le 29 juin 1930. Il est commémoré le 17 mars selon le Martyrologe romain.

## Relique
Des reliques de Gabriel Lalemant ont été déposées au Sanctuaire des martyrs canadiens de Midland, lieu de sa mort, à la basilique-cathédrale Notre-Dame de Québec, au Chœur du Monastère des Augustines de l'Hôtel-Dieu de Québec,à la chapelle du Grand Séminaire de Montréal et à la chapelle de la maison-mère des Sœurs de Notre-Dame du Saint-Rosaire de Rimouski, entre autres lieux.

## Toponymie
Deux villages du Bas-Saint-Laurent portent son nom. Le premier dans le diocèse Sainte-Anne-de-la-Pocatière, Saint-Gabriel-Lalemant et l'autre, Saint-Gabriel-de-Rimouski, dans le diocèse de Rimouski. Également trois écoles du niveau primaire portent son nom soit à Victoriaville, Montréal et à Sorel-Tracy.

## Source
- (en) Cet article est partiellement ou en totalité issu de l’article de Wikipédia en anglais intitulé « Gabriel Lalemant » (voir la liste des auteurs).